# الملعب الوطني (فريتاون)
ملعب وطني هو ملعب متعدد الاستخدام يقع في فريتاون عاصمة سيراليون . غالبا ما يتم استخدامه لمباريات كرة القدم كما يستخدم لألعاب القوى . يعتبر أكبر الملاعب في سيراليون ويسع لجلوس 45 ألف متفرج . يعتبر الملعب الرسمي الذي يخوض فيه منتخب سيراليون مبارياته الدولية . كما أنه يتم احتضان بعض المناسبات الاجتماعية ، الثقافية ، والدينية عليه .